# Eleonora Bechis
Eleonora Bechis (Torino, 19 marzo 1974) è una politica italiana, deputata alla Camera nella XVII legislatura della Repubblica Italiana, eletta con il Movimento 5 Stelle alle elezioni politiche del 2013 per poi abbandonarlo nel 2015.

## Biografia
Nata a Torino il 19 marzo 1974, si è diplomata all'istituto professionale per i servizi alberghieri e di ristorazione, di professione è operaia metallurgica. Ha lavorato come venditrice ambulante e dal 2002 presta servizio come custode in un condominio nel centro storico di Torino.
Iscritta al Movimento 5 Stelle (M5S) e attivista No TAV, si è candidata alle elezioni amministrative del 2011 come consigliere di circoscrizione a Torino per il M5S.
Alle elezioni politiche del 2013 viene candidata alla Camera dei deputati, ed eletta deputata nella circoscrizione Piemonte 1 per il M5S. Nella XVII legislatura della Repubblica è stata segretaria della 11ª Commissione Lavoro pubblico e privato, capogruppo per il M5S nella Commissione parlamentare per le questioni regionali, componente della 7ª Commissione Cultura, scienza e istruzione, della 12ª Commissione Affari sociali e della Commissione parlamentare per l'infanzia e l'adolescenza.
Il 16 ottobre 2014 decide di denunciare un consigliere di circoscrizione del M5S Paolo Tkalez, successivamente assolto dall'accusa di diffamazione aggravata, causa un acceso scontro, principalmente col neo-capogruppo Alberto Airola, durante l'assemblea congiunta dei gruppo parlamentare M5S a Roma.
Il 26 gennaio 2015 annuncia, assieme ad altri 8 deputati (Tancredi Turco, Walter Rizzetto, Mara Mucci, Aris Prodani, Samuele Segoni, Marco Baldassarre, Sebastiano Barbanti, Gessica Rostellato) e il senatore Francesco Molinari, la sua fuoriuscita dal Movimento 5 Stelle, accusandolo di fare una opposizione "duramente distruttiva, becera, casinista", andando a formare il successivo 5 febbraio con Massimo Artini (espulso dal M5S) la nuova componente "Alternativa Libera" nel gruppo misto alla Camera, a cui si aggrega Possibile di Pippo Civati.
Conclude il proprio mandato parlamentare nel marzo 2018.